# The Infamous
The Infamous (stylizowany zapis The Infamous...) – drugi studyjny album amerykańskiego zespołu hip-hopowego Mobb Deep. Został wydany 25 kwietnia 1995 roku nakładem wytwórni Loud Records. Na albumie gościnnie występują Nas, członkowie Wu-Tang Clan - Raekwon, i Ghostface Killah, członek zespołu hip-hopowego A Tribe Called Quest - Q-Tip, oraz Big Noyd.
Album zadebiutował na 15. miejscu notowania Billboard 200, i na 3. miejscu na Top R&B/Hip-Hop Albums. The Infamous był promowany trzema singlami, z których Shook Ones Pt. II osiągnął największy sukces. Jest on równocześnie najbardziej znanym singlem grupy. Dnia 26 czerwca 1995 roku przez stowarzyszenie RIAA, album został zatwierdzony jako złoto.

## Lista utworów
Na podstawie źródeł:
| Nr  | Tytuł utworu                                                     | Tekst                                                            | Producent                | Długość |
| --- | ---------------------------------------------------------------- | ---------------------------------------------------------------- | ------------------------ | ------- |
| 1.  | „The Start of Your Ending (41st Side)”                           | Albert Johnson · Kejuan Muchita                                  | Mobb Deep                | 4:24    |
| 2.  | „The Infamous Prelude”                                           | Alan Mamam · Johnson                                             |                          | 2:12    |
| 3.  | „Survival of the Fittest”                                        | Johnson · Muchita                                                | Mobb Deep                | 3:43    |
| 4.  | „Eye for a Eye (Your Beef Is Mines)” (gość. Nas i Raekwon)       | Johnson · Muchita · Nasir Jones · Corey Woods                    | Mobb Deep                | 4:48    |
| 5.  | „Just Step Prelude”                                              | Johnson · TuJuan Perry                                           |                          | 1:06    |
| 6.  | „Give Up the Goods (Just Step)” (gość. Big Noyd)                 | Johnson · Muchita · Johnathan Davies · Mayfield Small, Jr.       | The Abstract             | 4:02    |
| 7.  | „Temperature’s Rising” (gość. Crystal Johnson)                   | Johnson · Muchita · Davies · Patrice Rushen · Freddie Washington | The Abstract · Mobb Deep | 5:00    |
| 8.  | „Up North Trip”                                                  | Johnson · Muchita                                                | Mobb Deep                | 4:58    |
| 9.  | „Trife Life”                                                     | Johnson · Muchita · Michael Henderson                            | Mobb Deep                | 5:19    |
| 10. | „Q.U. – Hectic”                                                  | Johnson · Muchita                                                | Mobb Deep                | 4:46    |
| 11. | „Right Back at You” (gość. Ghostface Killah, Raekwon i Big Noyd) | Johnson · Muchita · Dennis Coles · Woods · Perry                 | Mobb Deep · Schott Free  | 4:52    |
| 12. | „The Grave Prelude”                                              |                                                                  |                          | 0:50    |
| 13. | „Cradle to the Grave”                                            | Johnson · Muchita                                                | Mobb Deep                | 4:57    |
| 14. | „Drink Away the Pain (Situations)” (gość. Q-Tip)                 | Johnson · Muchita · Davies · The Headhunters                     | The Abstract · Mobb Deep | 4:44    |
| 15. | „Shook Ones Pt. II”                                              | Johnson · Muchita                                                | Mobb Deep                | 5:24    |
| 16. | „Party Over” (gość. Big Noyd)                                    | Johnson · Muchita · Perry                                        | Mobb Deep · Matt Life    | 5:40    |
|     |                                                                  |                                                                  |                          | 1:06:45 |

### Sample[8][9]

#### The Start of Your Ending
- Grant Green – Maybe Tomorrow

#### Survival of the Fittest
- The Barry Harris Trio and Al Cohn – Skylark

#### Eye for a Eye
- Al Green – I Wish You Were Here

#### Give Up the Goods
- Esther Philips – That's All Right With Me

#### Temperature's Rising
- ESG – UFO
- Patrice Rushen – Where There is Love
- Quincy Jones – Body Heat

#### Up North Trip
- The Fatback Band – To Be With You
- The Spinners – I'm Tired Of Giving

#### Trife Life
- Norman Connors – You Are My Starship

#### Q.U.-Hectic
- Quincy Jones – Kitty With the Bent Frame
- Grover Washington Jr. – Black Frost

#### Right Back at You
- Les McCann – Benjamin

#### Cradle to the Grave
- Teddy Pendergrass – And If I Had

#### Drink Away the Pain
- The Headhunters – I Remember I Made You Cry
- If – Fly, Fly, the Route, Shoot

#### Shook Ones Pt. II
- Daly Wilson Big Band – Dirty Feet
- Herbie Hancock – Jessica
- Quincy Jones – Kitty With the Bent Frame

#### Party Over
- Miles Davis – Lonely Fire
- Brethren - Outside Love

## Historia notowań
Album
Notowania pochodzą z magazynu Billboard; (Ameryce Północnej).
| Rok  | Notowania     | Notowania              |
| Rok  | Billboard 200 | Top R&B/Hip-Hop Albums |
| ---- | ------------- | ---------------------- |
| 1995 | 18            | 3                      |

Single
| Rok  | Utwór                         | Notowania         | Notowania                        | Notowania       | Notowania               |
| Rok  | Utwór                         | Billboard Hot 100 | Hot R&B/Hip-Hop Singles & Tracks | Hot Rap Singles | Hot Dance Singles Sales |
| ---- | ----------------------------- | ----------------- | -------------------------------- | --------------- | ----------------------- |
| 1995 | Shook Ones Pt. II             | 59                | 52                               | 7               | 7                       |
| 1995 | Survival of the Fittest       | 69                | 60                               | 10              | 6                       |
| 1995 | Temperature’s Rising          | —                 | —                                | 33              | 9                       |
| 1996 | Give Up the Goods (Just Step) | —                 | —                                | 33              | 9                       |